# Corynanthe
Corynanthe  Welw., 1869 è un genere di piante della famiglia delle Rubiaceae.

## Tassonomia
Il genere comprende le seguenti specie:
- Corynanthe johimbe K.Schum.
- Corynanthe lane-poolei Hutch.
- Corynanthe macroceras K.Schum.
- Corynanthe mayumbensis (R.D.Good) N.Hallé
- Corynanthe pachyceras K.Schum.
- Corynanthe paniculata Welw.
- Corynanthe talbotii (Wernham) Å.Krüger & Löfstrand